# Konrad Klapheck

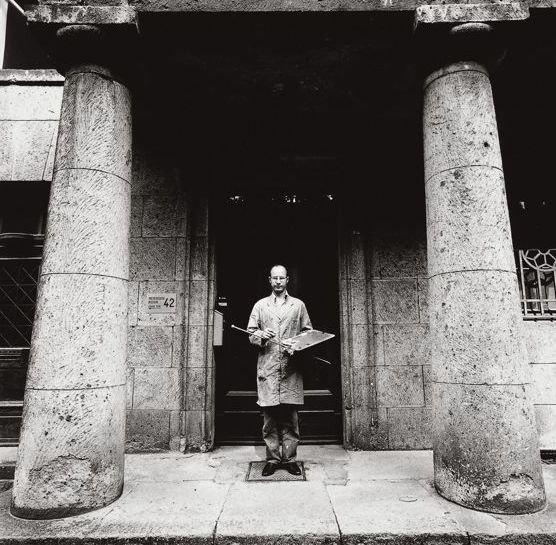
Konrad Klapheck porträtiert von Lothar Wolleh, vor 1970

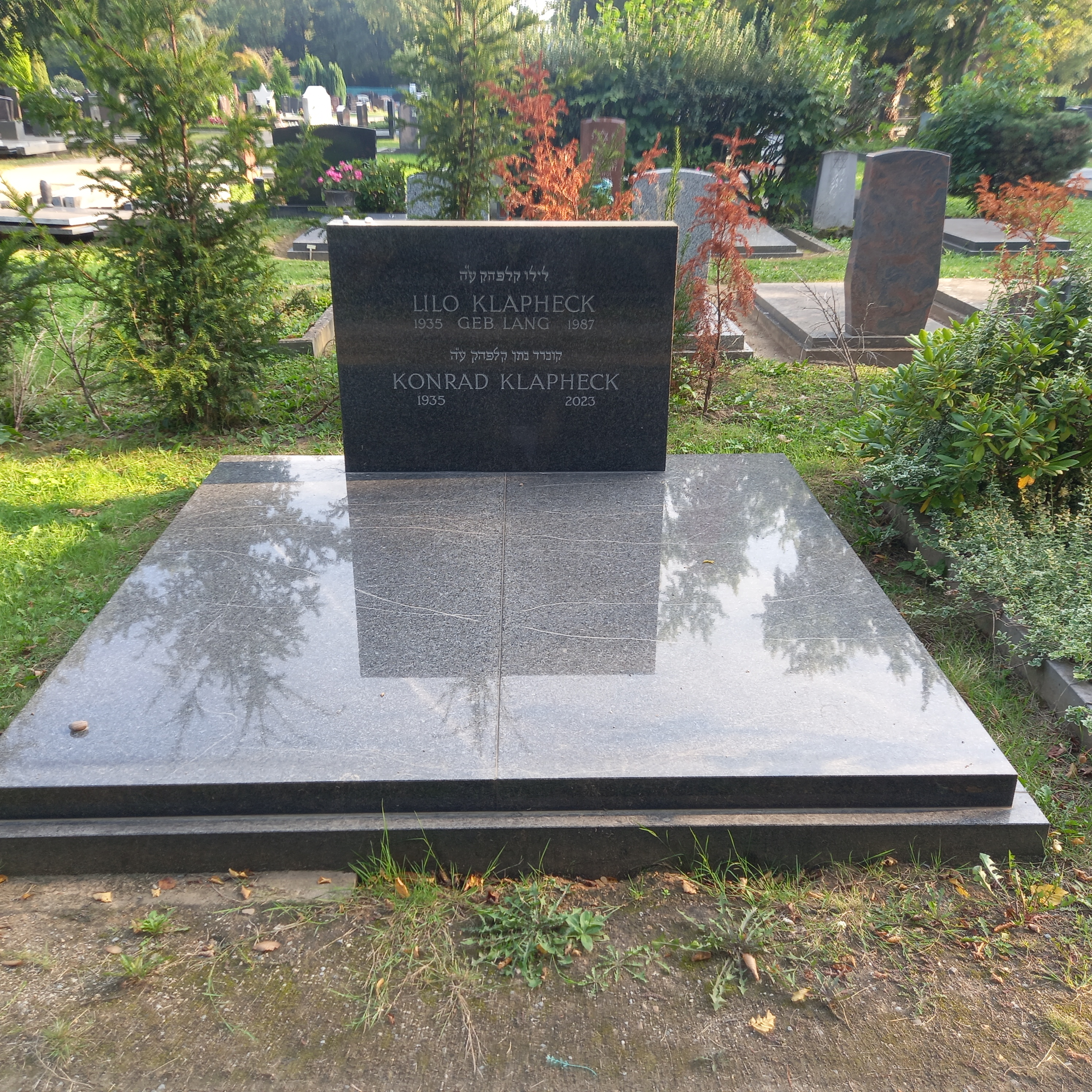
Das Grab Konrad Klapheck und seiner Ehefrau Lilo geborene Lang auf dem jüdischen Teil des Nordfriedhofs in Düsseldorf

Konrad Klapheck (* 10. Februar 1935 in Düsseldorf; † 30. Juli 2023 ebenda) war ein deutscher Grafiker, Maler, Künstler und Dozent an der Kunstakademie Düsseldorf. Er gilt heute als Klassiker der Nachkriegs-Avantgarde.

## Leben
Konrad Peter Cornelius Nathan Klapheck wurde am 10. Februar 1935 als einziges Kind der Kunsthistoriker Richard Klapheck und Anna Klapheck in Düsseldorf geboren. Sein Vater war Professor für Kunstgeschichte an der Kunstakademie Düsseldorf, bis er 1934 aufgrund des nationalsozialistischen Gesetzes zur Wiederherstellung des Berufsbeamtentums entlassen wurde. Er starb vier Jahre nach Konrads Geburt. Konrads Mutter Anna (geb. Strümpell, Tochter von Adolf von Strümpell), die von 1952 bis 1966 ebenfalls Dozentin an der Kunstakademie Düsseldorf war, floh während des Krieges mit Konrad zu den Großeltern nach Leipzig, wo er mitansehen musste, wie die Villa der Großeltern durch einen Bombenangriff zerstört wurde und in Flammen aufging. Diesen Augenblick erlebte der Achtjährige als „fesselndes Schauspiel“.
Nach Kriegsende zogen Anna und Konrad 1945 zurück nach Düsseldorf. Dort besuchte er das Humboldt-Gymnasium. 1954 begann er nach bestandenem Abitur ein Studium an der Kunstakademie Düsseldorf, wo er Schüler von Bruno Goller wurde. Aus starkem Interesse am Surrealismus besuchte er in diesem Jahr den zu dieser Zeit in Paris lebenden Max Ernst. Sein erstes Schreibmaschinenbild (Schreibmaschine, 1955) erntete Zuspruch von Goller, und dieser ermutigte Klapheck, die Objektmalerei weiter zu verfolgen. 1958 beendete Klapheck sein Studium und hatte seinen ersten größeren Erfolg: Er verkaufte sechs Gemälde an George Staempfli, der diese ein Jahr später in seiner Galerie in New York neben Werken von Yves Klein, Jesús Rafael Soto und Lucio Fontana ausstellte.
1960 heiratete Klapheck Lilo Lang, die er seit seinem 16. Lebensjahr kannte. Er besuchte den Maler Richard Oelze in Worpswede und erwarb eines seiner Werke, das den Grundstein für eine kleine Sammlung des Künstlers legte. Im gleichen Jahr erhielt er den Förderpreis zum Großen Kunstpreis des Landes Nordrhein-Westfalen. Danach lehnte er alle Auszeichnungen ab. 1961 kam Klapheck mit dem Pariser Surrealistenkreis um André Breton in Kontakt. Im darauf folgenden Jahr machte er die Bekanntschaft des belgischen Malers René Magritte auf einer von Magrittes Ausstellungen. Bei einem weiteren Treffen der beiden zeigte Klapheck Magritte eine Auswahl seiner Arbeiten. Magritte kritisierte die Hintergründe der mitgebrachten Werke – Steinchenhintergründe, die Magritte zu „pittoresk“ fand. Im selben Jahr wurde Klaphecks Tochter Elisa Klapheck geboren. Drei Jahre später bekam das Ehepaar Klapheck das zweite Kind, David. 1965 stellte Klapheck erstmals in einer Einzelausstellung in Paris aus, wo 1956 sein Aufnahmeantrag in die École nationale supérieure des beaux-arts de Paris abgelehnt worden war. Die Aktualität seiner Werke wurde 1970 durch die neue Stilrichtung des Hyperrealismus bestätigt.
1979 drängte das Interesse für neue Stilrichtungen wie die „Wilde Malerei“ Klaphecks Art des Malens zeitweilig in den Hintergrund. Er übernahm 1979 eine Professur für Freie Malerei an der Kunstakademie Düsseldorf, die er bis 2002 innehatte. Zwischen 1992 und 2002 porträtierte Klapheck Kollegen, Freunde und Prominente aus der internationalen Kunstszene, schwarz auf weiß, ganzfigurig und mit ungewöhnlichen Attributen ausgestattet. Eine Auswahl dieser Bilder erschien 2002 in Buchform.

## Werk
Klaphecks Malstil vereinigt Merkmale des Neorealismus und des Surrealismus zu einem eigenen Stil, an dem er bis zu seinem Tod festhielt. Fälschlicherweise werden ihm auch Elemente der Pop Art (noch bevor diese als solche in Erscheinung trat) zugeschrieben. Seit den 1950er-Jahren malte er präzise, gegenständlich, oft großformatig und scheinbar realistisch technische Geräte, Maschinen, Apparate und Alltagsgegenstände, doch seltsam verfremdet und neu komponiert, sodass sie zu Dämonen, Ikonen oder Monumenten wurden. Dazu gehören Schreibmaschinen, Nähmaschinen, Wasserhähne und Duschen, Telefone, Bügeleisen, Schuhspanner und Schuhe, Schlüssel, Sägen, Autoreifen, Fahrradschellen und Uhren. Diese Anordnung entspricht der Reihenfolge, in der die Themen in Klaphecks Werken auftauchten. Die Sujets aus der Welt der Maschinen, Geräte und Werkzeuge trugen dem Künstler den Ruf eines „Maschinenmalers“ ein.
Wesentlich sind auch die ironischen oder verspielten Titel der Gemälde wie Die charmante Chaotin, Die schwierige Gattin, Die Supermutter, Die Sexbombe und ihr Begleiter, Die Gewalt der Dinge, Im Zeitalter der Gewalt, Das Orakel oder Die Vasallen von 1986, die oftmals die gemalten Gegenstände zu Darstellern und surrealistischen Personen machen.

## Ausstellungen (Auswahl)
- 1959: Galerie Schmela, Düsseldorf (1. Einzelausstellung)
- 1966: Konrad Klapheck, Kestnergesellschaft, Hannover (Einzelausstellung)
- 1968: 4. documenta, Kassel
- 1974: Museum Boijmans Van Beuningen, Rotterdam (Retrospektive)
- 1977: documenta 6, Kassel
- 1985: Konrad Klapheck: Retrospektive 1955–1985, Hamburger Kunsthalle, Hamburg; anschließend: Kunsthalle Tübingen, Tübingen; Staatsgalerie moderner Kunst, München
- 1987: Positionen. Malerei aus der Bundesrepublik Deutschland, Berlin, Dresden
- 2006: Menschen und Maschinen. Bilder von Konrad Klapheck, Kunsthalle Recklinghausen zu den Ruhrfestspielen, Recklinghausen
- 2013: Klapheck. Bilder und Zeichnungen, Museum Kunstpalast Düsseldorf
- 2015: Klapheck auf Papier, Akademie-Galerie am Burgplatz 1, Düsseldorf
- 2019: Konrad Klapheck. Venus ex machina, Museum der Schönen Künste in La Chaux-de-Fonds, Schweiz (Retrospektive).